# 索林
索林是克羅地亞的城鎮，位於該國南部，距離首府斯普利特8公里，由斯普利特-達爾馬提亞縣負責管轄，面積18平方公里，2011年人口23,985。

## 外部連結
- Solin official website （页面存档备份，存于）
- Tourist board of Solin, with tourist info in English （页面存档备份，存于）
- Salona （页面存档备份，存于）
- The archaeological complex of Salona (part of the Archaeological museum of Split) （页面存档备份，存于）
- Solin on Google Maps